# Lijst van spelers van FC Utrecht (vrouwen)
Dit is een lijst van voetballers die minimaal één officiële wedstrijd hebben gespeeld in het eerste elftal van de Nederlandse voormalig vrouwenvoetbalclub FC Utrecht.

## B
- Eshly Bakker
- Suzanne Bakker
- Rowena Blankestijn
- Sabine Becx
- Nadia van Beerschoten
- Joniek Bonnes
- Manon van den Boogaard

## C
- Angela Christ
- Sophie Cobussen

## D
- Chelsea Disseldorp

## G
- Tami Groenendijk
- Jasmijn de Groot

## H
- Nadine Hanssen
- Hélène Heemskerk
- Petra Hogewoning
- Maxime Hoksbergen
- Anouk Hoogendijk
- Lisanne Hoogeveen

## J
- Sam de Jong

## K
- Lotje de Keijzer
- Gera op den Kelder
- Renée Kersten
- Kirsten Koopmans
- Elisha Kruize
- Franca van de Kuilen
- Judith Kuipers
- Roos Kwakkenbos

## L
- Michelle van der Laan
- Lesley Landweer
- Miranda Loeff
- Gilanne Louwaars
- Puck Louwes
- Denise van Luyn

## M
- Anne Maguire
- Lena Mahieu
- Evy Meinders
- Myrthe Moorrees
- Liza van der Most
- Wendy Mulder
- Marthe Munsterman

## O
- Tessa Oudejans

## P
- Femke Prins

## R
- Barbara Roemeon
- Babiche Roof
- Judith Roosjen

## S
- Romy Scherpenzeel
- Pien Schlösser
- Sharon Schoonderbeek
- Nurija van Schoonhoven
- Loes Smeets
- Anniek Smulders
- Shirley Smith
- Dieke van Straten

## T
- Suzanne Tullemans

## V
- Senne van de Velde
- Linda Veldhuizen
- Sabine Verheul
- Lisanne Vermeulen
- Miranda Verrips
- Mandy Versteegt
- Amber Visscher
- Denise van Vliet
- Renee de Vries

## W
- Julia Wattilete
- Simone van de Weerd
- Dominique van Wensveen
- Tula de Wit

## Z
- Danique van Zadelhoff
- Ilse van der Zanden